# 가미노마역
가미노마역(일본어: 上野間駅)은 일본 아이치현 지타군 미하마정에 위치한 나고야 철도 지타 신선의 철도역이다. 역 번호는 KC 20이며, 상대식 승강장 2면 2선의 구조를 갖춘 고가역이다.

## 타는 곳
| 1 | ■ 지타 신선 | 하행 | 우쓰미 방면                                |
| 2 | ■ 지타 신선 | 상행 | 오타가와 · 나고야 · 이누야마 · 쓰시마 방면 |

## 이용 현황
- 2013년 기준 : 680명

## 역 주변
- 노마 신사

## 인접 역
| 나고야 철도 지타 신선 | 나고야 철도 지타 신선 | 나고야 철도 지타 신선          |
| --------------------- | --------------------- | ------------------------------ |
| KC 17 후키 후키 방면  | ■ 지타 신선           | 미하마료쿠엔 KC 21 우쓰미 방면 |